# Пресвитерианская церковь Сенегала
Пресвитерианская церковь Сенегала (фр. Eglise Presbytérienne du Sénégal, PCS) — христианская протестантская деноминация в Африке.
Церковь основана в 2004 году.

## История
4 марта 2004 года пастор Мамаду Диоп (Mamadou Diop) при помощи американских миссионеров основал пресвитерианскую церковь Сенегала. С тех пор в 2017 году конфессия насчитывала в общей сложности 20 церквей и 800 членов. По состоянию на 2017 год возглавляет деноминацию Мамаду Диоп (Mamadou Diop).
В последующие годы пастор Мусса Диуф (Moussa Diouf) отделился от конфессии и основал Евангельскую пресвитерианскую церковь Сенегала.

## Межцерковные отношения
Ранее эта конфессия была членамиВсемирного реформатского сообщества.  Кроме того, она получает помощь от Национального союза независимых реформатских евангелических церквей Франции на обучение пасторов и социальную работу. Церковь работает над созданием федерации с другими пресвитерианскими конфессиями в Западной Африке под названием «Пресвитерианские церкви Западной Африки» (англ. Presbyterian Churches of West Africa).